# Wénfángsìbǎo

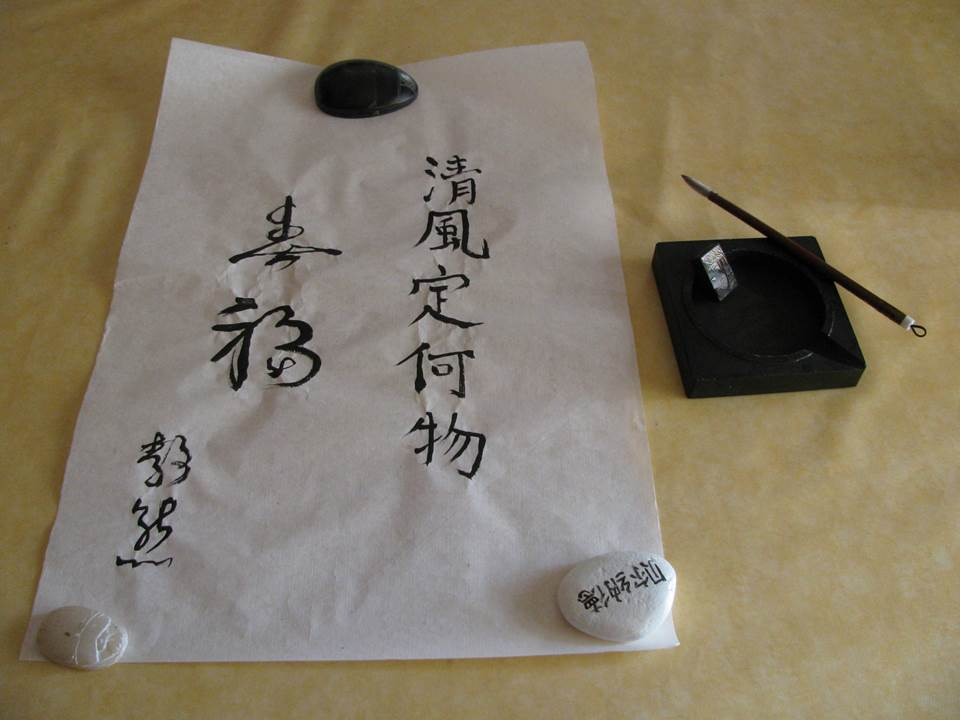
I quattro tesori del letterato

L'espressione in lingua cinese Wénfángsìbǎo (文房四寶T, 文房四宝S, traducibile come quattro tesori del calligrafo o del letterato si riferisce ai quattro strumenti fondamentali per chiunque pratichi l'arte della calligrafia. I quattro "tesori" sono《笔、墨、纸、砚》(in pinyin: bǐ, mò, zhǐ, yàn), ovvero:
- il pennello da calligrafia  (毛笔, máobǐ) ;

- la barretta d'inchiostro di china (墨, mò) ;

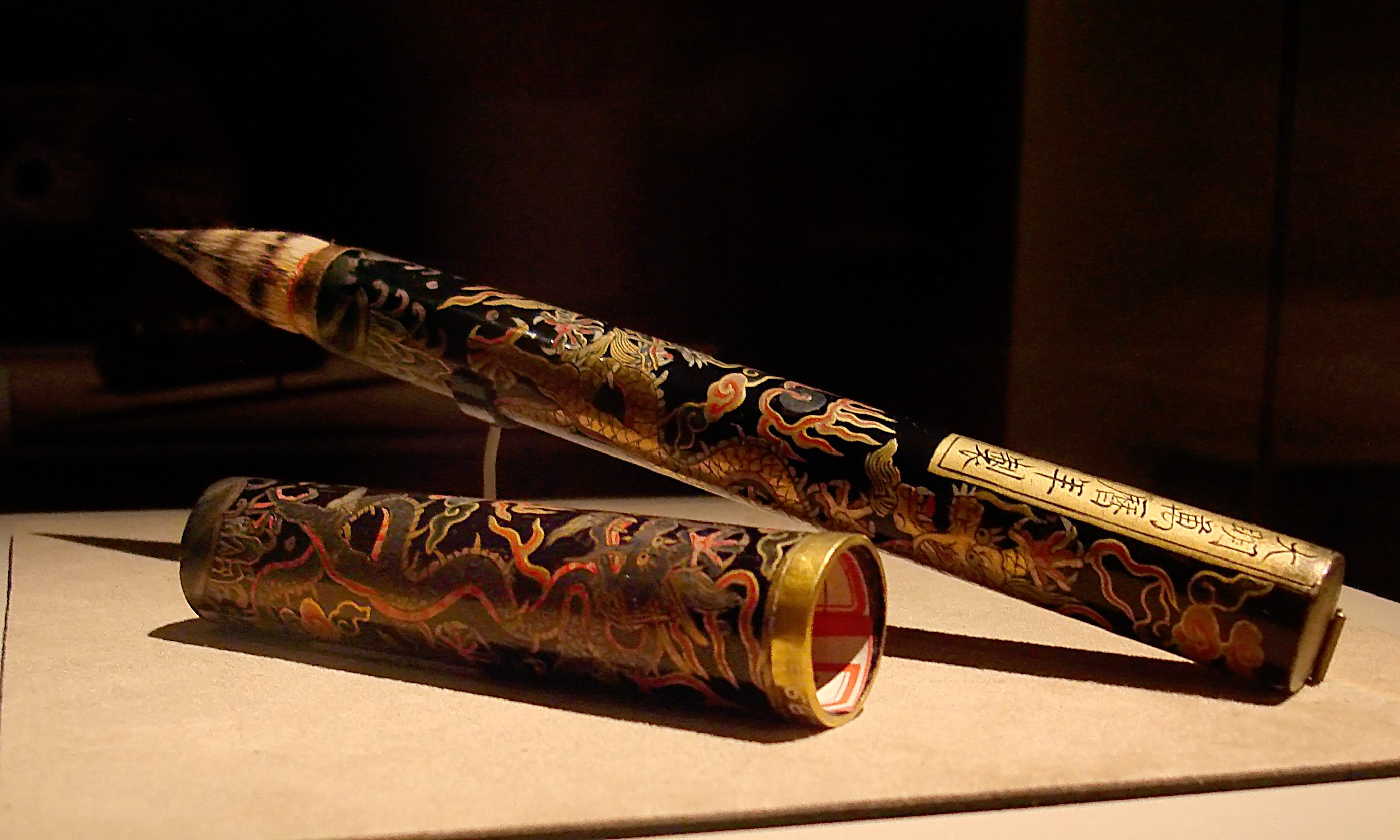
Un pennello finemente decorato, in peli di tasso, risalente alla dinastia Ming.

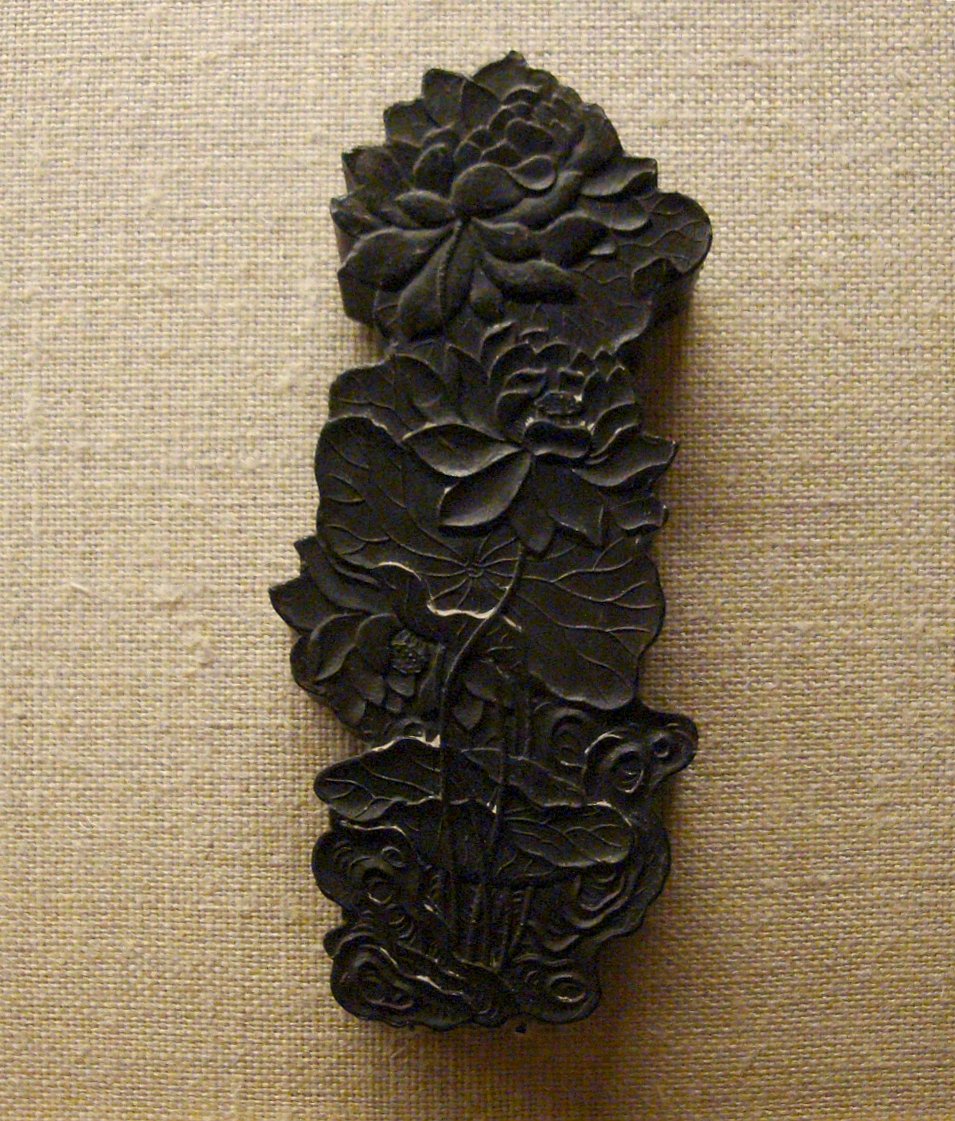
Una barretta d'inchiostro modellata come un ramo di loto.

- la carta di riso (宣纸, xuānzhǐ) ;
- la pietra concava per contenere l'inchiostro (砚台, yàntái).

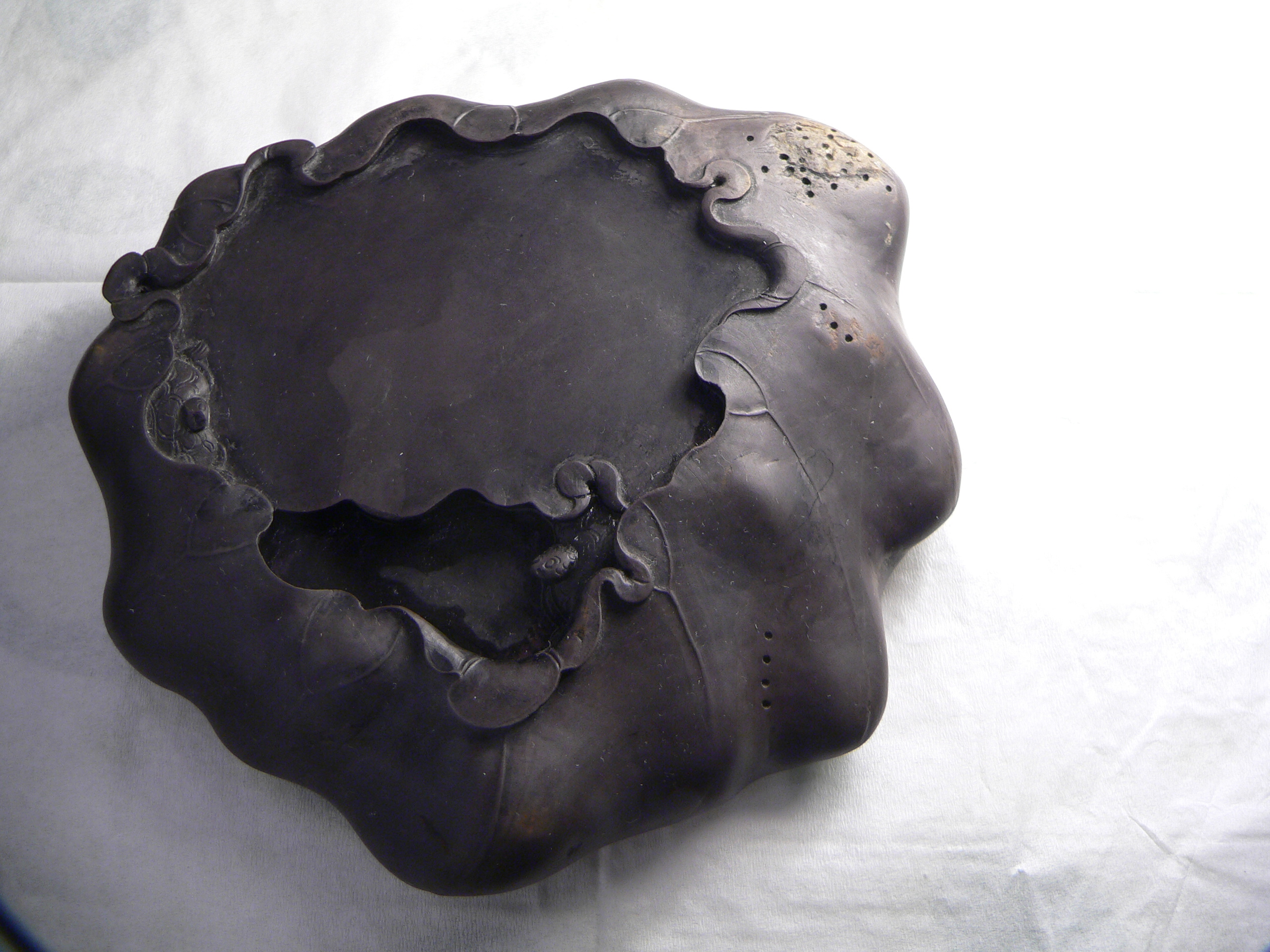
Una pietra per inchiostro a forma di stagno.

L'espressione risale al periodo delle Dinastie del Nord e del Sud (420—589) in Cina.
La produzione di questi tesori varia da un paese all'altro. I bastoni di inchiostro tradizionali giapponesi  hanno componenti diversi da quelli cinesi, i pennelli sono molto diversi, e la carta giapponese (washi) non è una carta di riso. Questi strumenti da pittura e calligrafia sono considerati in Cina e più generalmente in Estremo Oriente col più grande rispetto. Erano utilizzati quotidianamente dai letterati d'altri tempi.
«Sin dai tempi antichi, in Cina e nell'Estremo Oriente, gli strumenti di calligrafia e pittura sono considerati con il massimo rispetto.
Tra questi, il pennello, l'inchiostro, la pietra da inchiostro e la carta occupano un posto speciale chiamato i "Quattro Tesori dello studioso." Prima di approfondire lo studio della calligrafia dobbiamo conoscere i suoi strumenti. »
«[Questi] Quattro tesori principali: pennello, inchiostro, pietra da inchiostro, carta, e gli altri tesori associati e tanto venerati, costituiscono, per il calligrafo, l'accompagnamento indispensabile del suo progresso.»
Altri strumenti utilizzati nella calligrafia orientale sono: il sigillo, (l'importanza del sigillo in Estremo Oriente è considerevole, l'incisione dei sigilli nella scrittura arcaica (la scrittura del sigillo) è un'arte, il numero, la dimensione e la posizione sul foglio sono considerate importanti scelte estetiche), una brocca per aggiungere l'acqua all'inchiostro, una base per la barra di inchiostro ed i pennelli, uno o più fermacarte ed una tovaglietta di feltro.